# Novo Selo (Loznica)
Novo Selo (Loznica) (em cirílico: Ново Село) é uma vila da Sérvia localizada no município de Loznica, pertencente ao distrito de Mačva, na região de Podrinje Jadar. A sua população era de 1161 habitantes segundo o censo de 2011.

## Demografia
| 1948  | 1953  | 1961  | 1971  | 1981  | 1991  | 2002  | 2011  |
| ----- | ----- | ----- | ----- | ----- | ----- | ----- | ----- |
| 1 258 | 1 377 | 1 526 | 1 518 | 1 452 | 1 475 | 1 404 | 1 161 |